# Innachório

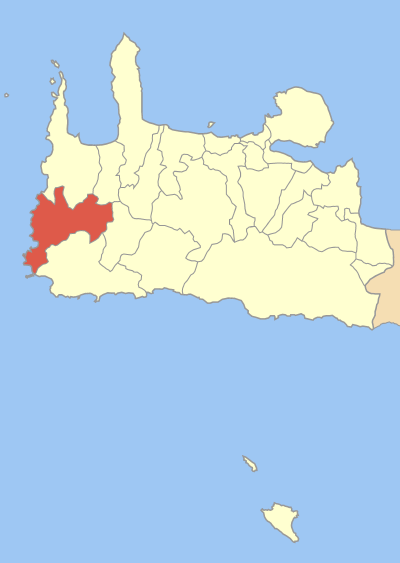
Territoire d’Inachório

Inachório (grec moderne : Ιναχώριο(v)) est un district municipal du dème de Kissamos à l'ouest de la Crète, en Grèce. Avant la réforme territoriale de 2011, il s'agissait d'un dème autonome (grec moderne : Δήμος Ιναχωρίου).

## Géographie
Le district se situe au sud du dème de Kissamos. Il couvre une région montagneuse et a une superficie de 136,7 km2. Il comprend aussi la partie méridionale de la côte ouest de la Crète. Le chef-lieu est situé au village d'Élos.
Le district a une faible densité de population (6,7/km2).

## Toponymie
Le nom de l'ancien dème est celui d'une ville antique citée par Ptolémée ; à l'époque moderne la région était nommée Εννιά Χωριά (« neuf villages »), probablement par déformation du nom antique qui a été réutilisé à la création du dème en 1997.

## Organisation administrative
Le district municipal comprend les huit communautés suivantes, qui comprennent en général plusieurs villages : Amygdalokefáli, Élos, Kámpos, Kefáli, Perivólia, Strovlés, Váthi et Vlátos.

## Tourisme

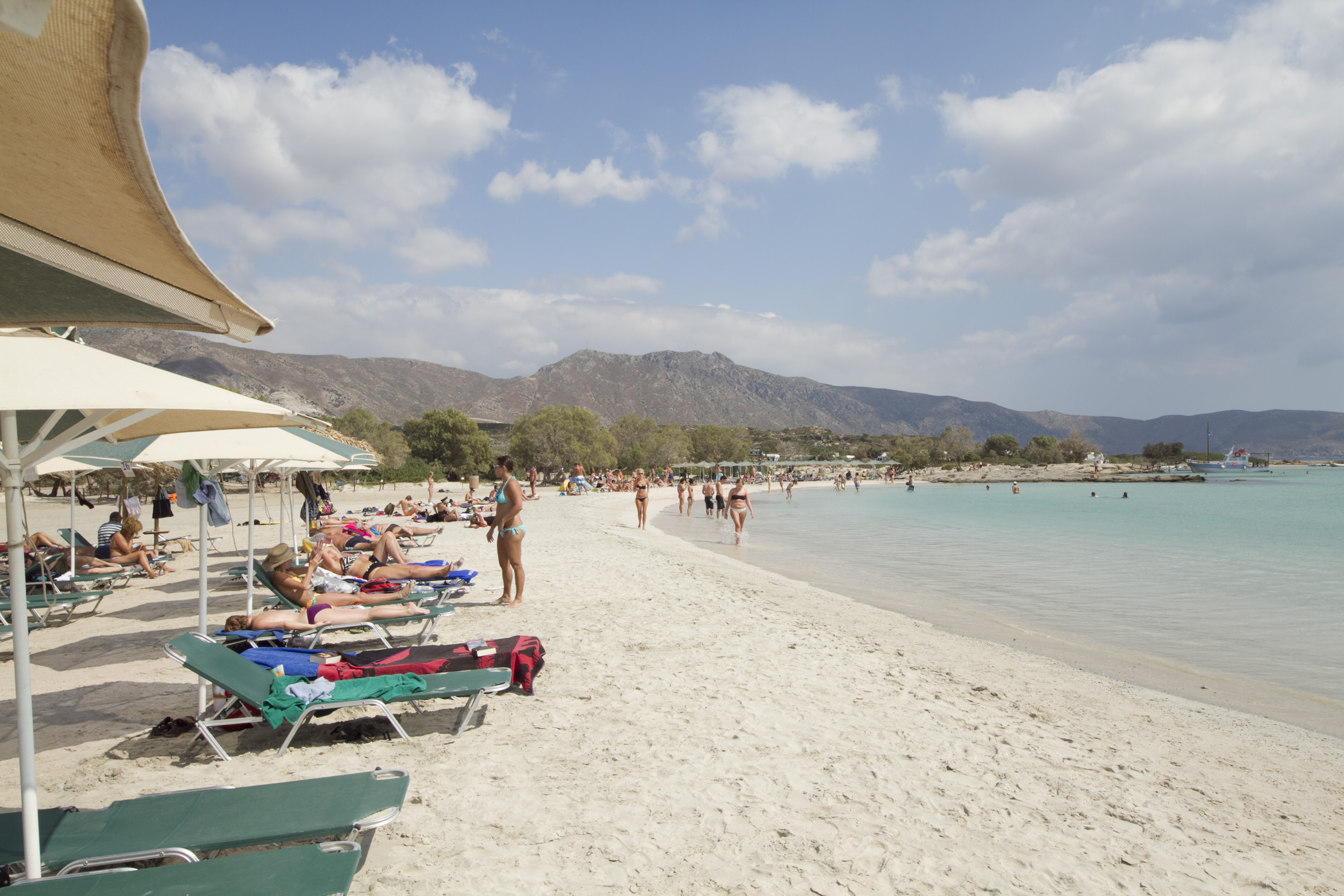
La plage d'Elafonisi.

Le secteur d'Innachório est moins touché par le tourisme que d'autres parties de la Crète. Cependant, la plage de sable d'Elafonísi est extrêmement fréquentée à la belle saison et l'immense parking qui la jouxte se remplit des centaines de voitures qui font chaque jour le trajet depuis les villes de la côte nord. À proximité, le monastère de Chrysoskalitissa attire également les touristes.